# MIC (システム開発業)
株式会社MIC（エムアイシー）（英：Micro Intelligence Communications）は、東京都千代田区に本社を置くオークションシステムの開発、運用、保守を主事業とするシステム開発会社である。

## 概要
設立以来オークションシステム開発を主事業として、セリ（入札）システム、業務（事務）システムのほか、近年ではAPSサービスに力を入れリアルタイムインターネットオークションシステム、インターネットオークションシステムの開発を行っている。
主要取引先は中古車業界、オートオークション（中古車オークション）業界を中心にブランド品オークションや美術品オークションなどオークション関連となっている。同社の開発した走行管理システムは一般社団法人日本オートオークション協議会によって日本国内唯一の中古車走行メーター改ざん防止システムとして使用されている。

## 沿革
- 1989年（平成元年） - マイクロ情報通信株式会社設立
- 1990年（平成2年） - 地上系TVオークションシステム開発
- 1991年（平成3年） - パソコン通信を利用した中古車販売管理システム開発
- 1996年（平成8年） - インターネットサービスプロバイダ事業開始
- 1997年（平成9年） - 走行管理システム開発
- 1998年（平成10年） - 映像オークションシステム開発
- 1999年（平成11年） - 宝石オークションシステム開発
- 1999年（平成11年） - 衛星系オークションシステム開発
- 2002年（平成14年） - 入札ネットシステム開発
- 2004年（平成16年） - リアルタイムネットオークションシステム開発
- 2006年（平成18年） - 動画配信型リアルタイムネットオークションシステム開発
- 2007年（平成19年） - ASP構築フレームワーク「MARC」開発
- 2007年（平成19年） - 「MARC」による基幹業務システム開発
- 2009年（平成21年） - 「MARC」による販売管理システム開発
- 2009年（平成21年） - 本社を御茶ノ水へ移転
- 2009年（平成21年） - ASPサービスの設計、開発および提供の範囲でISO9001を取得
- 2010年（平成22年） - オークションシステムサービス紹介サイト「AUCSYS-オクシス-」公開
- 2011年（平成23年） - SaaS型インターネットオークションシステム「AucSas-オークサス-」開発
- 2015年（平成27年） - 社名を「マイクロ情報通信株式会社」から「株式会社MIC(エムアイシー)」に変更